# 小行星2602
小行星2602（2602 Moore），天文學臨時編號1982 BR是一顆位於小行星帶的小行星。於1982年1月24日由洛厄爾天文台近地小行星搜尋計畫的愛德華·鮑威爾發現。
該小行星以英國業餘天文學家帕特里克·穆爾命名。

## 外部連結
- JPL Small-Body Database Browser on 2602 Moore (1982 BR) （页面存档备份，存于）

| 前一小行星： 2601 Bologna | 小行星列表 | 後一小行星： 2603 Taylor |